# Lorenzo Milesi
Lorenzo Milesi (* 19. März 2002 in San Giovanni Bianco) ist ein italienischer Radrennfahrer.

## Sportlicher Werdegang
Als Junior wurde Milesi in der Saison 2020 Italienischer Junioren-Meister im Einzelzeitfahren. Bei den UEC-Straßen-Europameisterschaften 2020 gewann er die Bronzemedaille ebenso im Einzelzeitfahren der Junioren.
Nach dem Wechsel in die U23 wurde Milesi 2021 Mitglied im italienischen UCI Continental Team Beltrami TSA Tre Colli. Bereits zur Saison 2022 wechselte er in das Development Team DSM. Seine ersten internationalen Erfolge erzielte er mit zwei Etappensiegen beim Triptyque des Monts et Châteaux. Es folgte ein weiterer Etappensieg bei der Tour de l’Avenir, als er die letzte Etappe als Solist für sich entschied.
Nach seinen Erfolgen 2022 wurde Milesi zur Saison 2023 in das UCI WorldTeam von DSM übernommen. In seiner ersten Saison gewann er bei den Radsport-Weltmeisterschaften in Glasgow das Zeitfahren der Klasse U23 und belegte im Straßenrennen den fünften Rang. Wenige Wochen später setzte er sich mit seiner Mannschaft, die zwischenzeitlich unter dem Namen DSM-Firmenich fuhr, im Mannschaftszeitfahren der 1. Etappe der Vuelta a España 2023 durch. Da er den Zielstrich als erster Fahrer überquerte, trug er das Rote Trikot des Gesamtführenden, das er tags drauf aufgrund eines Sturzes abgeben musste.
Zur Saison 2024 wechselte Milesi zum Movistar Team. Bestes Ergebnis in seiner ersten Saison für Movistar war der zweite Platz beim Memorial Marco Pantani.

## Erfolge
2020
- Europameisterschaften – Einzelzeitfahren (Junioren)
- Italienischer Meister – Einzelzeitfahren (Junioren)

2022
- zwei Etappen und Bergwertung Triptyque des Monts et Châteaux
- eine Etappe Tour de l’Avenir

2023
- Weltmeister – Einzelzeitfahren U23
- Mannschaftszeitfahren – Vuelta a España

## Grand Tour-Platzierungen
| Grand Tour            | 2023 | 2024 |
| --------------------- | ---- | ---- |
| Giro d’ItaliaGiro     | –    | 85   |
| Tour de FranceTour    | –    | –    |
| Vuelta a EspañaVuelta | DNF  | –    |